# Lussac-les-Châteaux
Lussac-les-Châteaux is een gemeente in het Franse departement Vienne (regio Nouvelle-Aquitaine) en telt 2407 inwoners (2005). De plaats maakt deel uit van het arrondissement Montmorillon.

## Geografie
De oppervlakte van Lussac-les-Châteaux bedraagt 28,0 km², de bevolkingsdichtheid is 86,0 inwoners per km².

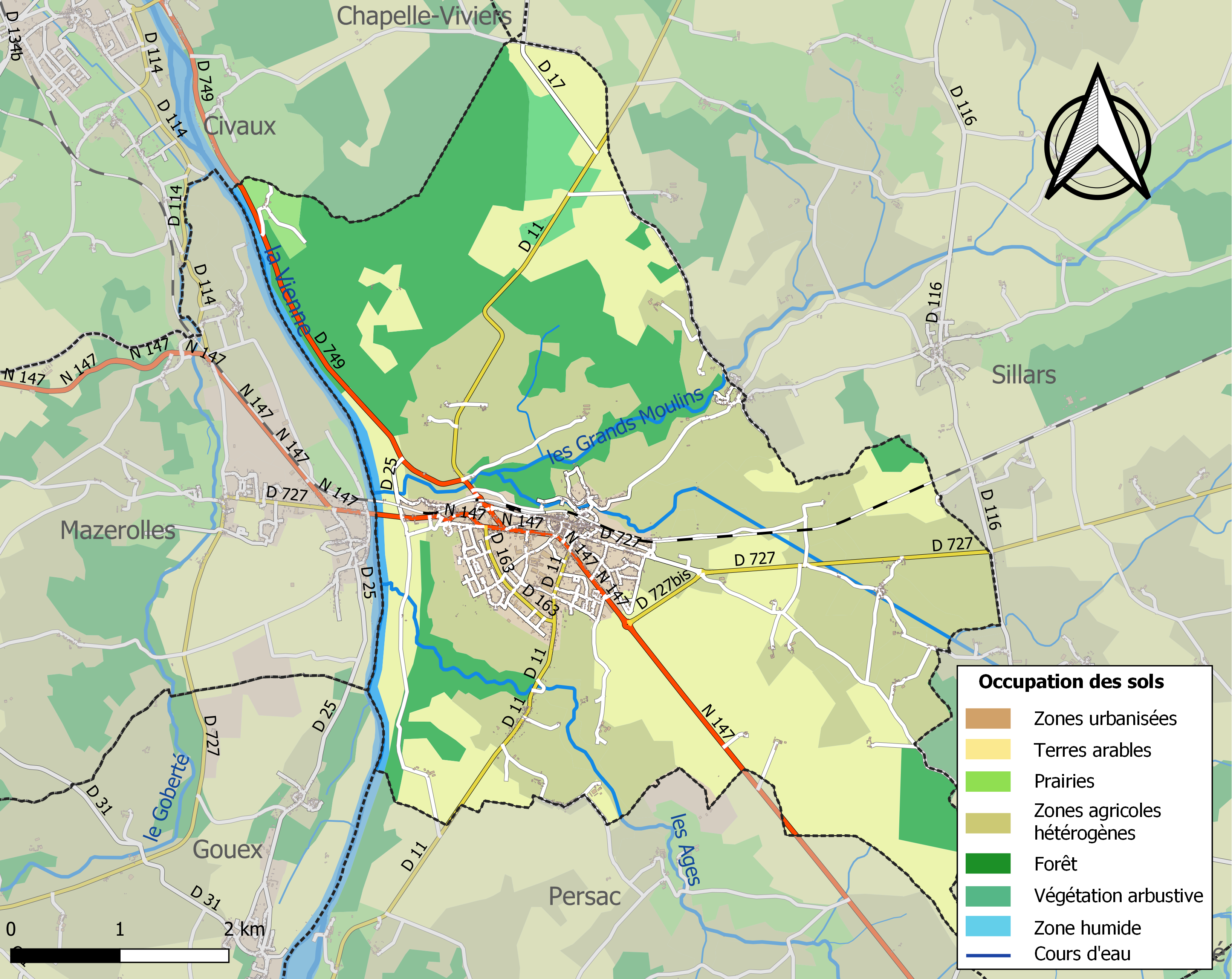
Kaart van de gemeente met de belangrijkste infrastructuur, bodemgebruik en omliggende gemeenten

## Verkeer en vervoer
In de gemeente ligt de spoorweghalte Lussac-les-Châteaux.

## Demografie
Onderstaande figuur toont het verloop van het inwonertal (bron: INSEE-tellingen).